# Jelcz 272 MEX
Der Jelcz 272 MEX war ein Omnibus des polnischen Nutzfahrzeugherstellers Jelcz. Er wurde von 1963 bis 1977 produziert. Der Bus war die Lizenzausführung des tschechoslowakischen Busses Škoda 706 RTO. Er wurde neben dem Jelcz 043 parallel produziert.

## Geschichte
Das Bevölkerungswachstum in den polnischen Städten in den 1960er und 1970er Jahren verursachte eine erhöhte Nachfrage nach Transportdienstleistungen, zu deren Bewältigung Busse mit einer höheren Transportkapazität im innerstädtischen Personennahverkehr benötigt wurden. Wegen des Fehlens polnischer Hersteller und der unzureichenden Anzahl von Importen entstand 1962 die Idee, den tschechoslowakischen Bus Škoda 706 RTO MEX in Lizenz zu bauen. Bereits seit 1959 wurde in Polen der Jelcz 043, ebenfalls auf Basis des Škoda 706 RTO, gebaut. Ein erster Prototyp des Busses wurde noch 1962 fertiggestellt. Grundsätzlich entsprach der Jelcz 272 MEX dem Jelcz 043, wurde aber an die Erfordernisse des Stadtverkehrs angepasst. Die Serienproduktion begann 1963.

## Konstruktion
Das Chassis des Busses bestand aus einem genieteten Leiterrahmen. Der Aufbau wurde durch einen Hilfsrahmen aus miteinander verschweißten Stahlprofilen gebildet, auf dem die Außenhaut aufgenietet wurde. Die Beplankung  bestand aus Stahlblech. An der rechten Seitenwand befanden sich zwei 0,9 m breite Falttüren, die hintere hinter der Hinterachse. Die Vordertür konnte wegen der Lage des Motors nur zwischen den Achsen angeordnet werden, was den Bus für Einmannbetrieb nur bedingt tauglich machte. In der linken Seitenwand befand sich die Fahrertür. Die Türen wurden pneumatisch vom Fahrersitz aus betätigt. Der Fahrgastraum mit einer Stehhöhe von 1,9 m bot Platz für 81 Passagiere, dabei für 21 auf Sitzplätzen. Die im Jelcz 043 vorhandenen Gepäcknetze bzw. Regale entfielen ebenso wie der Dachgepäckträger. Der Innenraum war mit lackierten Paneelen aus Kiefernholz ausgekleidet, der Holzfußboden bekam einen Gummiüberzug. Neben der motorabhängigen Heizung besaß der Bus noch eine mit Dieselkraftstoff betriebene Zusatzheizung. Über der Frontscheibe wurde eine Fahrtzielanzeige platziert. 
Als Antrieb diente der ebenfalls aus der ČSSR importierte Motor Škoda 706RT. Der Motor, ein Sechszylinder-Dieselmotor mit Direkteinspritzung, hatte einen Hubraum von 11,78 l und bot eine Leistung von 160 PS. Vervollständigt wurde die Antriebseinheit durch ein nichtsynchronisiertes Fünfganggetriebe. Der Motor war im Chassis über der Vorderachse positioniert. Die Hinterachse wurde über eine zweiteilige Kardanwelle angetrieben. Zum Einsatz kamen blattgefederte Starrachsen mit Teleskopstoßdämpfer. Verzögert wurde der Bus mit pneumatisch betätigten Trommelbremsen an allen Rädern, die durch eine Motorbremse unterstützt wurden. Die Lenkung war eine mechanische Schneckenlenkung mit pneumatischer Unterstützung. Die Reifen waren auf Trilex-Felgen aufgezogen. Bei einer Fahrzeugmasse von 8,7 t betrug die zulässige Gesamtmasse 14,4 t. 
Die konventionelle Konstruktion aus Chassis und aufgesetztem Aufbau ermöglichte die Herstellung verschiedener Karosserievarianten. Nach dem Ausscheiden aus dem aktiven Dienst wurden Busse zu Werkstatt- und Abschleppwagen umgebaut. Für den Einsatz bei Stadtrundfahrten wurde bei einigen Bussen das Dach über dem Fahrgastraum entfernt.